# 헬렌 버게스

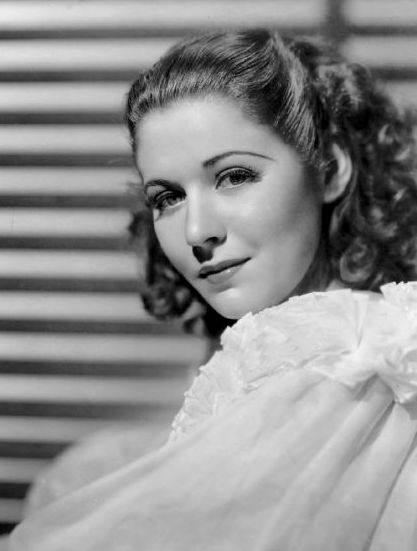

헬렌 버게스(Helen Burgess, 1916년 4월 26일 ~ 1937년 4월 7일)는 미국의 배우, 영화배우이다.
포틀랜드에서 태어났으며 로스앤젤레스에서 사망하였다. 사인은 폐렴이다.  포리스트 론 메모리얼 파크에 매장되었다.

## 영화
- 평원의 사나이 (1936년)